# Marismas de Hawizeh
Las marismas de Hawizeh son un complejo de marismas que se extienden a lo largo de la frontera entre Irak e Irán. Las marismas son alimentadas por dos ramas del río Tigris (el Al-Musharrah y el Al-Kahla) en Irak y el río Karkheh en Irán. Las marismas de Hawizeh son importantes para la supervivencia de las centrales y de las marismas de Hammar, que también forman las marismas de Mesopotamia, porque son un refugio para las especies que pueden recolonizar o reproducirse en las otras marismas. Las Marismas de Hawizeh son drenadas por el Al-Kassarah. Este río desempeña un papel importante en el mantenimiento de las marismas y el sistema de flujo continúo y evita que se convierta en una cuenca salina cerrada.
Las marismas de Hawizeh han sido poblados por más de 5.000 años. Las marismas de Hawizeh están situadas junto a los río Tigris y Éufrates en el actual Irak y el río Karkheh del actual Irán. Los árabes de los pantanos viven en Irak y la gente de Hawizeh vive en Irán. Desde la época de los sumerios y babilonios, la gente ha usado las marismas como lugar para vivir.
En el suroeste de Irán y el sureste de Irak, las marismas de Hawizeh y las marismas de Hammar están constituidas por pequeñas poblaciones. Estas poblaciones son parte de ambos países sin fronteras que los separen. La gente puede moverse entre las marismas de Irak e Irán en pequeños botes. Los pobladores de las marismas construyeron casas sobre el agua. La gente que vive allí tiene una vida muy sencilla. Hacen sus casas de la cañas del agua, viven sin electricidad ni automóviles, y no tienen un alto grado académico, solo viven una vida sencilla. La población depende de la naturaleza. Pescan, cazan, cultivan y crían búfalos. La gente usa botes pequeños llamados Al-Mshhove para moverse.
El área donde el agua dulce llega a las marismas está lejos de la población. Las marismas constituyen un hogar seguro para miles de animales migratorios y aves como “ardillas salvajes, águilas blancas, halcones, duques marrones que cada año van a procrear a sus crías".
Las marismas comenzaron a formarse hace mucho tiempo. Hace unos 5.000 años, las marismas comenzaron por el impacto de colisión entre los grandes ríos Tigris y Éufrates. Estos ríos inundaron la tierra creando las marismas y comenzó así un nuevo ecosistema con nuevos animales, aves, peces y plantas. Esto generó un gran cambio para los sumerios y babilonios que vivían allí. Vivían en las marismas pescando, cazando y plantando. Vino gente de otras partes a vivir allí que hizo que la gente que vivía allí cambiara sus ideas y creencias. A partir de la ruptura entre los chiitas y mandeistas, los chiitas dominaron los marismas. Algunas ideas de la población originaria cambió debido a la introducción de esa nueva religión y otras ideas se han mantenido de los sumerios. Estas creencias incluyen historias fantásticas sobre fantasmas, maldiciones y extraterrestres. Entre 1990-1992, cuando el gobierno de Irak decidió secar las marismas porque pensaba que un grupo armado vivía allí, algunos se mudaron a las ciudades y otros se mudaron a Irán. Después de la guerra de 2003, el gobierno de Iraquí dejó que fluyera el agua y la gente regresó a las marismas. Ahora los árabes de los pantanos constituyen sus verdaderos pobladores fundadores de hace 5.000 años, tanto de Irak como de Irán, y disfrutan de los diferentes tipos de aves que llegan a las marismas, tanto chitas como mandeistas (celebran diferentes tipos de ceremonia de matrimonio y tienen diferentes creencias) conviven juntos y comparten las marismas.